# Дагыстанлы, Мустафа
Мустафа Дагыстанлы (тур. Mustafa Dağıstanlı; 11 апреля 1931, Самсун — 18 сентября 2022, Анталья) — турецкий борец, двукратный олимпийский чемпион, трёхкратный чемпион мира, призёр Кубка мира. Один из самых титулованных борцов в истории турецкой борьбы.

## Биография
Родился в семье аварцев. Его дед участвовал в Кавказской войне против царской России вместе с шейхом Шамилем, а при эмиграции в Турцию взял фамилию Дагыстанлы, по названию места, откуда произошел их род. Родители Дагыстанлы появились на свет уже на территории Турции.
В семь лет начал заниматься борьбой каракучак (борьба на поясах), потом — турецкой масляной борьбой. Спортивной борьбой занялся в 1951 году в возрасте 19 лет, когда служил в вооруженных силах. Его тренером был знаменитый Яшар Догу. Как и многие другие турецкие борцы, выступал как на турнирах по греко-римской борьбе, так и на турнирах по вольной борьбе, однако наивысших наград добился именно в вольной борьбе.
За всю свою жизнь у себя на родине и в мире одержал 389 побед из 393 схваток. Из них в Турции выиграл 319 из 320 схваток, а на международных соревнованиях 70 из 73. Имел несколько ничьих. Не потерпел ни одного поражения.
По окончании спортивной карьеры Мустафа Дагыстанлы сначала занялся бизнесом, затем политикой и с 1972 по 1980 год представлял Самсун в турецком парламенте, избирался от партии «Адалет».
Был женат вторым браком. Первая жена умерла от онкологического заболевания. От первой жены у него было пятеро детей: мальчик и четыре девочки. От второй жены два сына. По состоянию на 2016 год всего у него было семеро детей и двенадцать внуков.

В последние годы жил в Стамбуле, где и скончался в 2022 году. Предали земле атлета в Анкаре, на местном кладбище, на участке, специально отведенном для захоронения знаменитых борцов и тренеров.

## Признание
- В 1957 году признан «Спортсменом года» в Турции[7]
- С 2009 года — член международного Зала Славы FILA[8]